# Фосфолипиды

Фосфолипид

Фосфолипи́ды — сложные липиды, представляют собой сложные эфиры многоатомных спиртов и высших жирных кислот. Содержат остаток фосфорной кислоты и соединённую с ней добавочную группу атомов различной химической природы.

## Классификация фосфолипидов
В зависимости от входящего в их состав многоатомного спирта принято делить фосфолипиды на три группы:
- глицерофосфолипиды (глицерофосфатиды) — содержат остаток глицерина
  - фосфатидилхолин (лецитин)
  - фосфатидилэтаноламин (кефалин)
  - фосфатидилсерин
  - кардиолипин
  - плазмалоген (этаноламиновый плазмологен)
- фосфосфинголипиды — содержат остаток сфингозина
  - сфингомиелины
- фосфоинозитиды — содержат остаток инозитола
  - фосфатидилинозитол

## Свойства фосфолипидов
Фосфолипиды — сложные липиды, в которых содержатся жирные кислоты, фосфорная кислота и дополнительная группа атомов, во многих случаях содержащая азот. Они есть во всех живых клетках. Содержатся в нервной ткани, участвуют в доставке жиров, жирных кислот и холестерина.
Фосфолипиды входят в состав всех клеточных мембран. Между плазмой и эритроцитами происходит обмен фосфолипидами, которые играют важнейшую роль, поддерживая в растворимом состоянии неполярные липиды. Наиболее распространённая группа фосфолипидов — фосфоглицериды. К фосфолипидам также относятся фосфосфинголипиды и фосфоинозитиды.
Фосфолипиды — амфифильные вещества. Они состоят из полярной «головки», в состав которой входит глицерин или другой многоатомный спирт, отрицательно заряженный остаток фосфорной кислоты и часто несущая положительный заряд группа атомов, и двух неполярных «хвостов» из остатков жирных кислот. Главная особенность фосфолипидов состоит в том, что «головка» у них гидрофильна, а «хвосты» гидрофобны. Это позволяет при нахождении в толще водной среды образовывать бислой — двойной слой фосфолипидных молекул, где гидрофильные головы с обеих сторон соприкасаются с водой, а гидрофобные хвосты упрятаны внутрь бислоя и тем самым защищены от контакта с водой. Гидрофильные группы фосфатов также связаны между собой через молекулы воды посредством водородных связей, образуя на поверхности клеток сплошной полупроницаемый слой клеточной мембраны.
Это определяет многие физические и химические свойства фосфолипидов, например, способность формировать липосомы и биологические мембраны (липидный бислой). Химическая структура полярной «головки» определяет суммарный электрический заряд и ионное состояние фосфолипида. «Хвосты» контактируют с липидным окружением, а «головки» — с водным, так как неполярные жирные хвосты не могут соприкасаться с водой.

## Биологическая роль фосфолипидов
Главный липидный компонент клеточных мембран. Они сопутствуют жирам в пище и служат источником фосфорной кислоты, необходимой для жизни человека.
Фосфолипиды являются важной частью клеточных мембран. Они обеспечивают текучие и пластические свойства мембран клеток и клеточных органелл, в то время как холестерин обеспечивает жёсткость и стабильность мембран. Как фосфолипиды, так и холестерин часто входят в состав липопротеидов клеточных мембран, но имеются в мембранах и в свободном, не связанном с белками состоянии. Соотношение холестерин/фосфолипиды в основном и определяет текучесть либо жёсткость клеточной мембраны.
Фосфолипиды участвуют в транспорте жиров, жирных кислот и холестерина. Между плазмой и эритроцитами происходит обмен фосфолипидами, которые играют важнейшую роль, поддерживая в растворимом состоянии неполярные липиды. Будучи более гидрофильными, чем холестерин, благодаря наличию в молекуле остатков фосфорной кислоты, фосфолипиды являются своеобразными «растворителями» для холестерина и других высоко гидрофобных соединений. Соотношение холестерин/фосфолипиды в составе липопротеидов плазмы крови наряду с молекулярным весом липопротеидов (ЛПВП, ЛПНП или ЛПОНП) предопределяет степень растворимости холестерина и его атерогенные свойства. Соотношение холестерин/фосфолипиды в составе желчи предопределяет степень литогенности желчи — степень склонности к выпадению холестериновых желчных камней.
Фосфолипиды замедляют синтез коллагена и повышают активность коллагеназы (фермента, разрушающего коллаген).
Производные фосфолипидов инозитол-1,4,5-трифосфат и диацилглицерол — важнейшие внутриклеточные вторичные мессенджеры.